# کودیرکوس نومیستیس
کودیرکوس نومیستیس (به لهستانی: Władysławów) شهری در جنوب لیتوانی با جمعیت ۱٬۹۱۱ نفر است که در suvalkija واقع شده‌است.

## تاریخچه
این شهر برای اولین بار در سال ۱۵۶۱ به عنوان روستایی به نام Duoliebaičiai نامیده شد. در سال ۱۶۳۹ این شهر توسط سیسیلیا رناتا اتریشی به نام همسرش ولادیسلاو چهارم واسا به ولادیسلاواس (لهستانی: Władysławów) تغییر نام داد.